# 包被

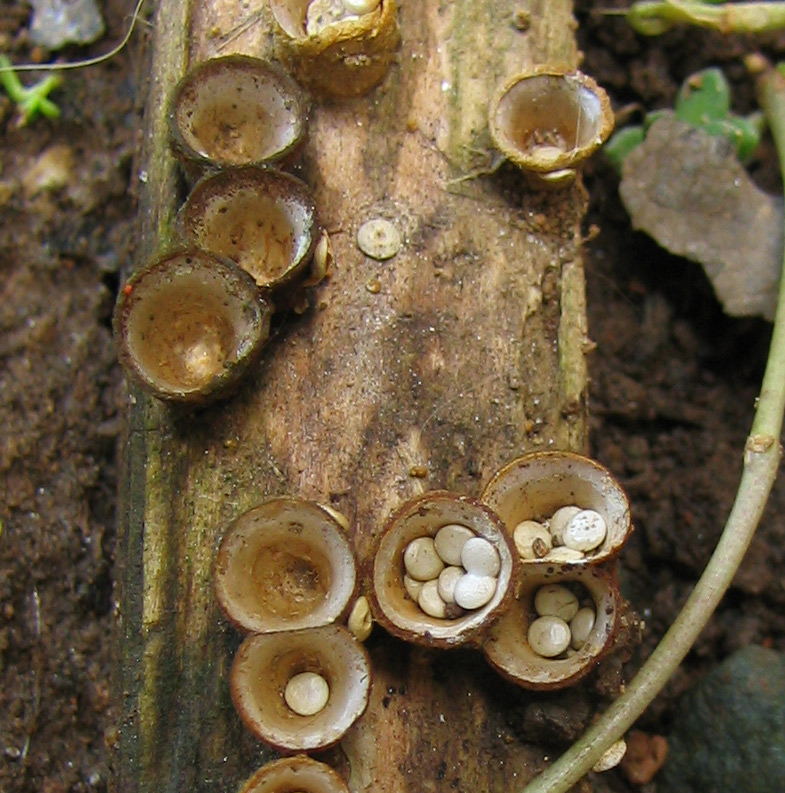
乳白蛋巢菌（Crucibulum laeve）外包覆的物質為包被。

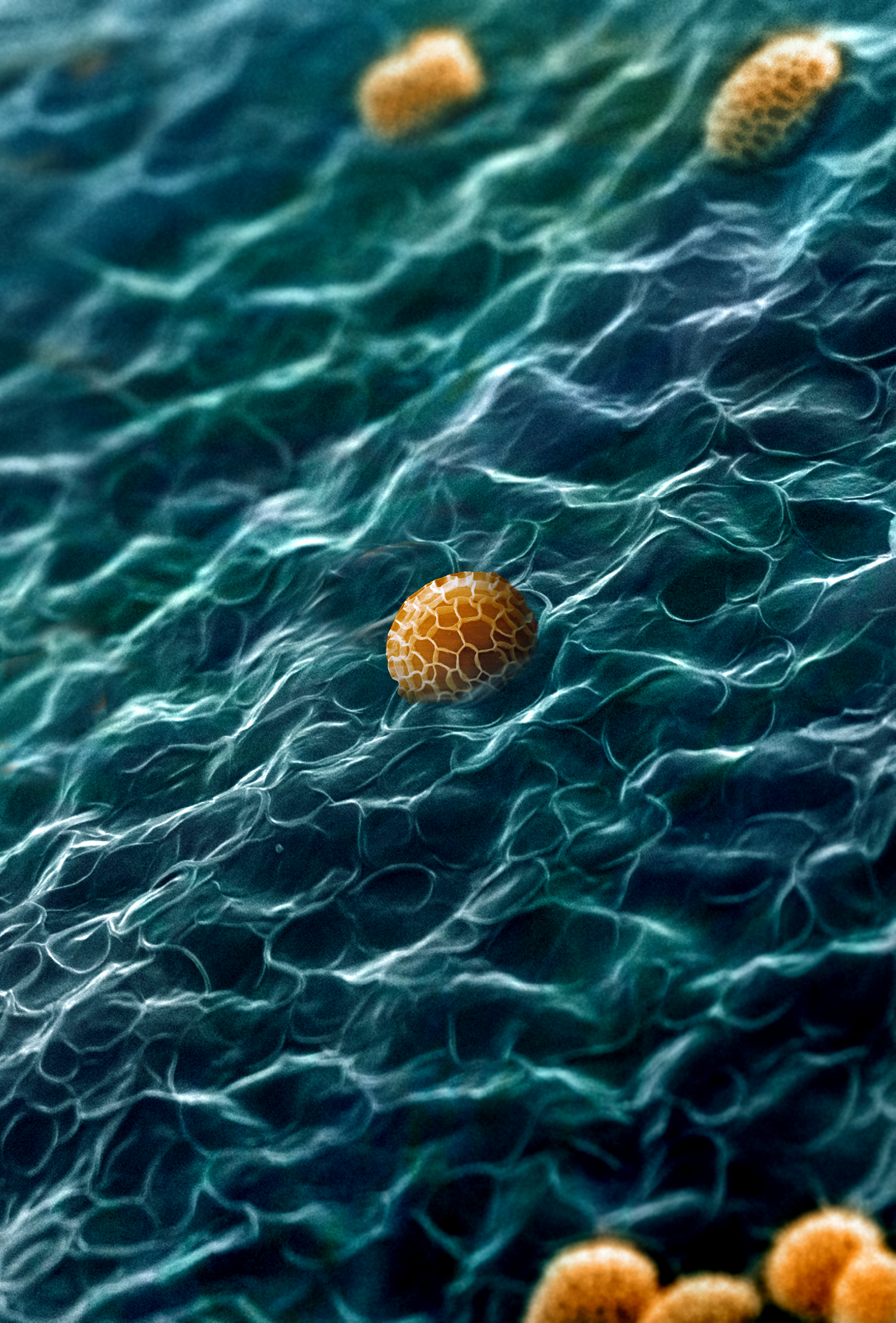
稀有黏菌筒黏菌屬 dudkae的包被內側表面有皺摺。

包被（英語：peridium）是真菌當中包覆在大量孢子外的保護層。。這種外保護層是腹菌的一種顯著特徵。

## 描述
包被依據物種的不同，而有各種不同的厚度，當中包被可能薄到有如紙張，厚到有如橡膠般堅硬。通常包被層數會有1至3層；如果某個物種有2層包被，外面的一層稱為外包被（exoperidium），裡面的一層稱為內包被（endoperidium）。如果有3層包被，則會由外向內依序稱為外包被、中包被（mesoperidium）與內包被。
在最簡單的地底型態中，包被會在孢子成熟前保持閉合狀態，甚至沒有裂開或打開的特殊機制，但會在孢子釋放前腐爛。

### 馬勃
對於大多數真菌，包被外會附有鱗片或刺。部分物種會在包被發展過程中突出地表，一般的典型物種即為馬勃；通常馬勃的包被會分化成2層以上，並在最外層分解為疣或刺。與之相反，最內層的包被仍維持完整與光滑，用以保護孢子。有時在地星屬物種當中，其包被層數更多，並且外包被最終會從頂端分裂成不等數量的點狀物。然而內層包被仍然會保持完整。

### 硬皮馬勃
與馬勃相反，硬皮馬勃通常只有1層包被，只有3-9公分寬。這種單層包被通常堅硬如果皮，切開來時顏色為白色，但新鮮時則為粉紅色；表面顏色則有棕色到暗黃色等各種變化，而且以鱗片型態並排。

## 用法
有時特定真菌物種的包被會給予一個特別的名稱。舉例，劇毒鵝膏節（Phalloidea）的包被稱為蕈托。鳥巢菌科的包被外層也被稱為「巢」。